# Paracestrotus
Paracestrotus är ett släkte av tvåvingar. Paracestrotus ingår i familjen lövflugor.
Kladogram enligt Catalogue of Life:
| Paracestrotus | \| \| Paracestrotus gibbosus \| \| \| \| \| \| Paracestrotus pulchripennis \| \| \| \| |
|               | \| \| Paracestrotus gibbosus \| \| \| \| \| \| Paracestrotus pulchripennis \| \| \| \| |
|               | Paracestrotus gibbosus                                                                 |
|               |                                                                                        |
|               | Paracestrotus pulchripennis                                                            |
|               |                                                                                        |